# The New Exhibit
"The New Exhibit" is een aflevering van de Amerikaanse televisieserie The Twilight Zone. Het scenario werd geschreven door John Brahm.

## Plot

### Opening
Martin Lombard Senescu, a gentle man, a dedicated curator of "Murder's Row" in Ferguson's Wax Museum. He ponders the reasons why ordinary men are driven to commit mass murder. But Mr. Senescu does not know that the ground work has been laid for the ground work for his own special kind of madness and torment in the Twilight Zone.
— Rod Serling

### Verhaal
Martin Senescu werkt in een wassen beeldenmuseum. Zijn baas en goede vriend, Mr. Ferguson, vertelt hem dat het museum gaat sluiten. Martin vraagt hem of hij de vijf beelden uit zijn afdeling mee kan nemen. Dit zijn de beelden van vijf moordenaars. Mr. Ferguson stemt hiermee in en Martin neemt de beelden mee. Dit tot ongenoegen van zijn vrouw Emma. Thuis zet hij de beelden in de kelder.
Emma die doodsbang voor de beelden is, vraagt haar broer Dave om hulp. Hij adviseert haar stiekem de airconditioning uit te zetten zodat de beelden smelten. Zodra ze dit probeert, wordt ze vermoord door het beeld van Jack the Ripper. Wanneer Martin zijn dode vrouw ontdekt, verwijt hij Jack de moord alsof hij tegen een echt persoon staat te praten in plaats van een beeld. Hij verbergt het lichaam om Jacks daad te verhullen.
Het blijft hier echter niet bij. Ook Mr. Ferguson en Dave worden vermoord door de beelden. Mr. Ferguson kwam Martin vertellen dat de beelden verkocht zijn aan een ander museum in Parijs. Wanneer Martin de lichamen van Dave en Ferguson heeft begraven, stormt hij naar de kelder om de beelden hun gedrag te verwijten. Hij maakt zich klaar om de beelden tot puin te slaan, maar dan komen opeens alle beelden tot leven. Ze verwijten Martin dat hij de moorden op zijn geweten heeft en niet zij. Ze drijven Martin in het nauw in een hoek van de kelder.
Enige tijd later ziet men de beelden in een ander museum, samen met een nieuw beeld: dat van Martin. De gids vertelt een groep bezoekers over hoe Martin zijn vrouw, zijn zwager en zijn vriend heeft vermoord.

### Slot
The New Exhibit became very popular at Marchand's. But of all the figures, none was regarded with as much dread than Martin Lombard Senescu. It was something about the eyes, people said; it's the look one often gets after taking a quick walk through the Twilight Zone.
— Rod Serling

## Rolverdeling
- Martin Balsam: Martin Lombard Senescu
- Will Kuluva: Mr. Ferguson
- Maggie Mahoney: Emma Senescu
- William Mims: Dave
- Marcel Hillaire: gids
- Milton Parsons : Henri Desiré Landru
- David Bond: Jack the Ripper
- Billy Beck: Hare

## Achtergrond
Hoewel Jerry Sohl het scenario van de aflevering heeft geschreven, wordt op de aftiteling Charles Beaumont vermeld. Sohl was een ghostwriter voor Beaumont, die rond de tijd dat de aflevering werd uitgezonden de show had verlaten.
De aflevering vertoont overeenkomsten met de film Psycho uit 1960.